# Buduma (peuple)
Pour les articles homonymes, voir Buduma.
Les Buduma sont une population d'Afrique centrale vivant sur la rive nord et sur les îles du lac Tchad, principalement au Tchad, mais également au Niger, au Nigeria et au Cameroun.

## Ethnonyme
L'origine du mot buduma est incertaine. Ainsi l'interprétation d'Albert Le Rouvreur, « les gens des hautes herbes », ne convainc pas Christian Seignobos et Henry Tourneux. Leur vrai nom serait yedena, ou yedina en français.

## Tlam yadnami
Leur langue est le buduma, une langue tchadique. Le nombre de locuteurs a été estimé à 54 800, dont 51 600 au Tchad lors du recensement de 1993 .
Environ les 2/3 des Buduma parlent également la langue kanembu qu'ils utilisent comme langue véhiculaire, 1/2 parlent la langue kanuri. La pratique de l'arabe tchadien est plus faible, mais en forte augmentation.

## Religion
L'islam est la religion dominante sinon générale. L'islamisation est récente. En 1910, seuls quelques notables étaient musulmans.

## Situation contemporaine
Actuellement, les pasteurs buduma transhument d'un îlot à l'autre, comme leurs bêtes, lorsque le cheptel a épuisé le fourrage. Après avoir levé le camp, ils incendient la prairie pour qu'elle retrouve de la vigueur et abandonnent leurs huttes de jonc où ils reviendront la prochaine saison.

### Filmographie
- (it) Alla ricerca delle ultime barche di papiro : viaggio tra i Buduma del Ciad, documentaire de  Corrado Basile et Anna Di Natale, Istituto Internazionale del Papiro, Syracuse, 1995, 14 min (VHS)